# Selles-sur-Cher
Selles-sur-Cher é uma comuna francesa na região administrativa do Centro, no departamento Loir-et-Cher. Estende-se por uma área de 25,68 km². Em 2010 a comuna tinha 4 646 habitantes (densidade: 180,9 hab./km²).